# Ланден, Людвиг
Людвиг Ланден (6 ноября 1908 года, Кёльн, Германия — 14 октября 1985 года, Кёльн) — немецкий спринт-каноист. Участвовал в соревнованиях по гребле на байдарках и каноэ в 1930-х годах.

## Спортивные достижения
Состязания по гребле на байдарках и каноэ на Олимпийских играх 1936 проходили только среди мужчин.
Ланден в свое время был чемпионом Германии в дисциплине К-2 на дистанции 10000 метров.
Людвиг Ланден вместе с гребцом Паулем Веверсом (Wevers) завоевал золотую медаль в дисциплине К-2 (байдарка—двойка) на дистанции 10000 м на летних Олимпийских играх 1936 в Берлине. Пауль Веферс погиб в марте 1941 года в районе Брауншвейга. Самолет, на котором он летел, врезался в землю. Паулю было 33 года.
Людвиг Ланден по прозвищу «Лутц» выступал за спортивный клуб VKC Verein für Kanusport Cöln города Кёльна. Соревнуясь в водном виде спорта, он так и не научился плавать.